# 炒米店站
炒米店站是一个京沪线上的铁路车站，位于山东省济南市长清区，建于1942年，目前为四等站，邮政编码为250307。目前客运：自1998年开始不再办理旅客乘降业务；不办理行李、包裹托运；货运：办理整车货物发到；不办理危险货物发到。